# Andreu Fontàs
Andreu Fontàs Prat (født 14. november 1989 i Banyoles) er en spansk fodboldspiller, der spiller for Celta de Vigo.

## Hæder
Barcelona
- La Liga: (2) 2008–09, 2009–10
- Copa del Rey: (1) 2008–09
- Supercopa de España: (1) 2009
- UEFA Champions League: (1) 2008–09
- UEFA Super Cup: (1) 2009